# Championnat de Serbie-et-Monténégro de football 2003-2004
Navigation
Saison précédente Saison suivante
La saison 2003-2004 du Championnat de Serbie-et-Monténégro de football était la 2e édition du championnat national de première division de Serbie-et-Monténégro. Les seize meilleurs clubs du pays sont regroupés au sein d'une poule unique où ils affrontent leurs adversaires deux fois, une fois à domicile et une fois à l'extérieur. En fin de saison, les 4 derniers du classement sont relégués en 2e division et sont remplacés par les 4 meilleurs clubs de D2.
C'est l'Étoile rouge de Belgrade qui remporte cette édition, en terminant en tête du classement, loin devant le Partizan Belgrade, deuxième à 11 points. Le FK Zeleznik Belgrade complète le podium, à 16 points du Partizan. C'est le premier titre de champion de Serbie-et-Monténégro du club, qui a déjà gagné 22 fois le titre de champion de Yougoslavie. L'Étoile rouge réalise d'ailleurs le doublé Coupe-championnat en battant le club du Buducnost Banacki Dvor en finale de la Coupe de Serbie et Montenegro.

## Les 16 clubs participants
| - FK Partizan Belgrade - OFK Belgrade - Étoile rouge de Belgrade - FK Vojvodina Novi Sad - FK Sutjeska Nikšić - Obilic Belgrade - Buducnost Banacki Dvor - Promu de D2 - Napredak Krusevac - Promu de D2 | - Borac Cacak - Promu de D2 - Kom Zlatica - Promu de D2 - FK Zeleznik Belgrade - Hajduk-Rodic MB Kula - FC Smederevo - FK Radnički Obrenovac - FK Zemun - Zeta Golubovci |

## Compétition

### Classement
Le barème utilisé pour établir le classement est le suivant :
- Victoire : 3 points
- Match nul : 1 point
- Défaite : 0 point

| Rang | Équipe                       | Pts | J  | G  | N  | P  | Bp | Bc | Diff |
| ---- | ---------------------------- | --- | -- | -- | -- | -- | -- | -- | ---- |
| 1    | Étoile rouge de Belgrade (C) | 74  | 30 | 23 | 5  | 2  | 59 | 13 | +46  |
| 2    | Partizan Belgrade (T)        | 63  | 30 | 19 | 6  | 5  | 48 | 20 | +28  |
| 3    | FK Zeleznik Belgrade         | 58  | 30 | 17 | 7  | 6  | 48 | 20 | +28  |
| 4    | OFK Belgrade                 | 51  | 30 | 14 | 9  | 7  | 36 | 31 | +5   |
| 5    | FC Smederevo                 | 49  | 30 | 14 | 7  | 9  | 43 | 36 | +7   |
| 6    | Obilic Belgrade              | 46  | 30 | 14 | 4  | 12 | 42 | 29 | +13  |
| 7    | FK Zemun                     | 41  | 30 | 11 | 8  | 11 | 27 | 29 | -2   |
| 8    | FK Sutjeska Nikšić           | 40  | 30 | 12 | 4  | 14 | 38 | 36 | +2   |
| 9    | Vojvodina Novi Sad           | 40  | 30 | 10 | 10 | 10 | 33 | 33 | 0    |
| 10   | Hajduk-Rodic MB Kula         | 38  | 30 | 11 | 5  | 14 | 28 | 29 | -1   |
| 11   | Zeta Golubovci               | 36  | 30 | 10 | 6  | 14 | 38 | 41 | -3   |
| 12   | Borac Čačak (P)              | 35  | 30 | 8  | 11 | 11 | 30 | 41 | -11  |
| 13   | Buducnost Banacki Dvor (P)   | 34  | 30 | 10 | 4  | 16 | 30 | 49 | -19  |
| 14   | Napredak Krusevac (P)        | 25  | 30 | 7  | 4  | 19 | 28 | 46 | -18  |
| 15   | FK Radnički Obrenovac        | 24  | 30 | 4  | 12 | 14 | 18 | 47 | -29  |
| 16   | Kom Zlatica (P)              | 14  | 30 | 4  | 2  | 24 | 21 | 67 | -46  |

|  | Qualification pour la Ligue des clubs champions 2004-2005                                                  |
|  | Qualification pour la Coupe UEFA 2004-2005                                                                 |
|  | Qualification pour la Coupe Intertoto 2004                                                                 |
|  | Relégation en Prva Liga                                                                                    |
|  | (T) : Tenant du titre (C) : Vainqueur de la Coupe de Serbie-et-Monténégro (P) : Promu de deuxième division |

## Bilan de la saison
| Championnat de Serbie-et-Monténégro de football 2003-2004      |                                                                                        |
| Champion                                                       | Étoile rouge de Belgrade (1er titre)                                                   |
| Coupes et trophées                                             |                                                                                        |
| Vainqueur de la Coupe de Serbie-et-Monténégro 2003-2004        | Étoile rouge de Belgrade                                                               |
| Qualifications continentales                                   |                                                                                        |
| Ligue des clubs champions 2004-2005 (2e tour de qualification) | Étoile rouge de Belgrade                                                               |
| Coupe UEFA 2004-2005                                           | Partizan Belgrade                                                                      |
| Coupe UEFA 2004-2005                                           | Buducnost Banacki Dvor                                                                 |
| Coupe UEFA 2004-2005                                           | FK Zeleznik Belgrade                                                                   |
| Coupe Intertoto 2004                                           | OFK Belgrade                                                                           |
| Promotions et relégations                                      |                                                                                        |
| Promus en First League                                         | FK Radnički Jugopetrol Belgrade FK Hajduk Belgrade FK Čukarički FK Budućnost Podgorica |
| Relégués en Prva Liga                                          | Buducnost Banacki Dvor Napredak Krusevac FK Radnički Obrenovac Kom Zlatica             |